# 脊髄幹麻酔の歴史

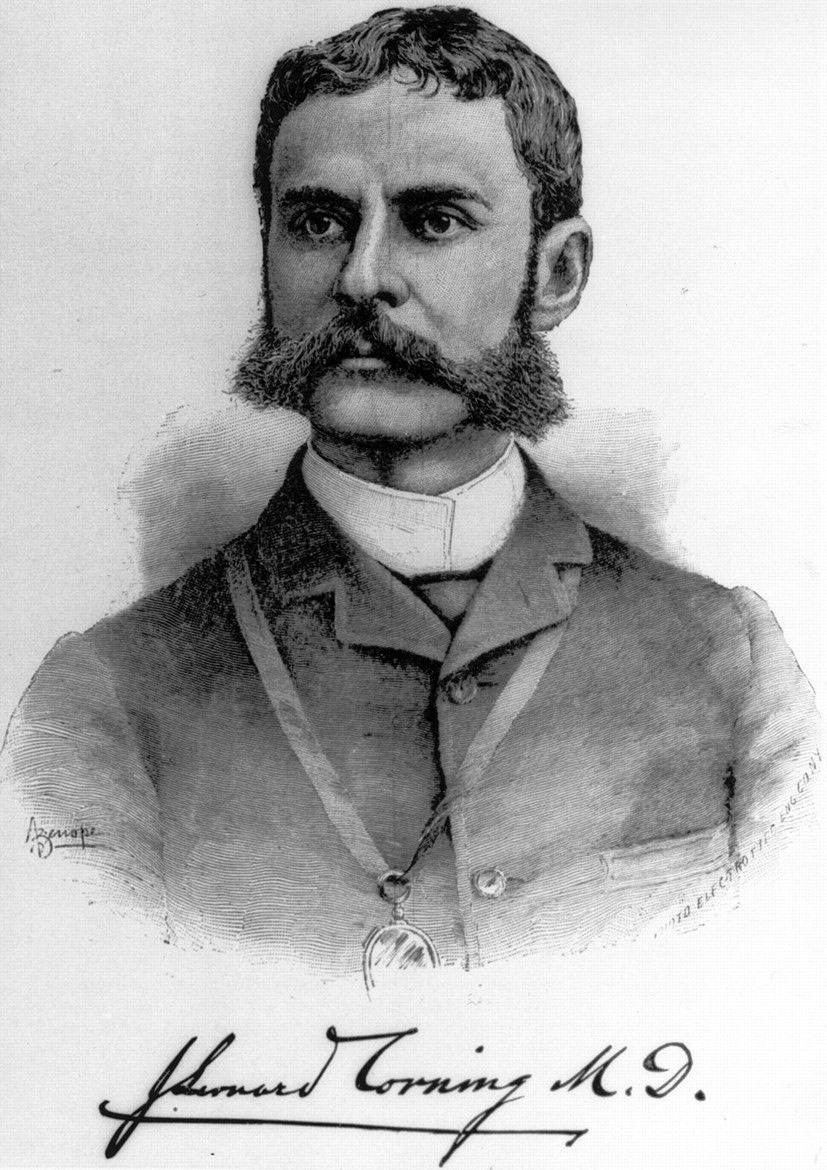
ジェームズ・レナード・コーニング(1855–1923)、アメリカの神経学者で脊髄幹ブロックのパイオニア

脊髄幹麻酔の歴史（せきずいかんますいのれきし）は、1885年に遡る。

## 19世紀

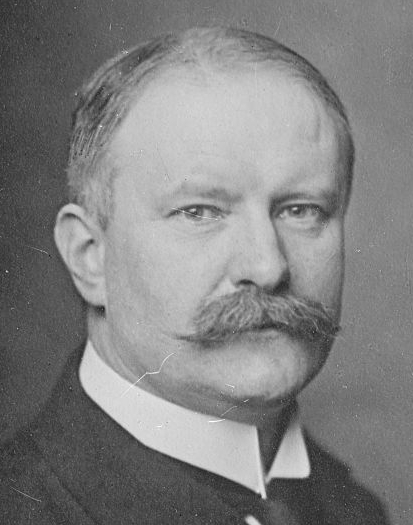
アウグスト・ビーア (1861–1949)、脊髄くも膜下麻酔のパイオニア

1855年、フリードリヒ・ゲードケ(1828 – 1890)は、植物コカの最も強力なアルカロイドであるコカインを最初に化学的に単離した。ゲッケはこの化合物を「エリスロキシリン」と名付けた。この命名はコカの学名、Erythroxylum cocaに由来する。
1884年、オーストリアの眼科医カール・コラー(1857 – 1944)は、コカインの2%溶液を自分の目に注入し、針で目を刺して局所麻酔薬としての効果をテストした。彼の調査結果は、数週間後にハイデルベルグ眼科学会の年次集会で発表された。翌年、ウィリアム・スチュワート・ハルステッド(1852 – 1922)が最初の腕神経叢ブロックを行った。また、1885年にジェームズ・レナード・コーニング(1855 – 1923)は、最初は犬に、次に健康な男性に、下部腰椎の棘突起の間にコカインを注射した。彼の実験は、脊髄幹ブロックの原理に関する最初の公表論文である。
1898年8月16日、ドイツの外科医アウグスト・ビーア(1861 – 1949)は、キールで脊髄くも膜下麻酔下で手術を行った。翌年には日本でも臨床に応用され、名古屋の北川乙次郎、金沢の東良平が1901年に第3回日本外科学会で臨床例を発表した。1899年にビーアの実験が発表された後、ビーアとコーニングのどちらが最初に脊髄くも膜下麻酔に成功したかについて論争が起こった。
コーニングの実験がビーアの実験よりも先行していたことは間違いない。しかし、何年もの間、コーニングの注射がくも膜下腔または硬膜外腔、どちらのブロックであったかについて論争が集中していた。コーニングが使用したコカインの投与量は、ビーアとテオドール・タフィエが使用した量の8倍であった。このはるかに高い用量にもかかわらず、コーニングのヒト被験者における鎮痛の開始はより遅く、感覚脱失のデルマトームはより低かった。また、コーニングは自身の報告で脳脊髄液の流出を見たことを説明していなかったが、ビーアとタフィエの両方がこれらの観察を行った。コーニング自身の実験の説明に基づくと、彼の注射はくも膜下腔ではなく、硬膜外腔に行われたことが明らかである。結局のところ、脊髄神経と脊髄に対するコカインの作用機序に関するコーニングの理論は誤りであった。彼は、コカインは静脈循環に吸収され、その後に脊髄に運ばれると-誤って-提唱した。
脊髄くも膜下麻酔を医学の臨床に導入したのはビーアであるが、最終的に脊髄くも膜下麻酔と硬膜外麻酔の両方の開発につながる実験条件を整えたのはコーニングである。

## 20世紀

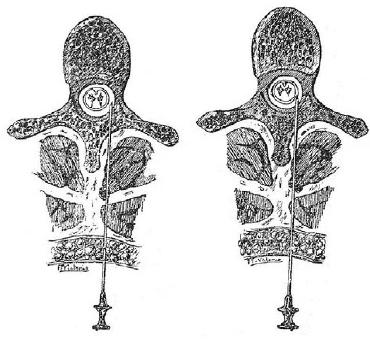
硬膜外麻酔の手技を記載したフィデル・パジェスによる原画

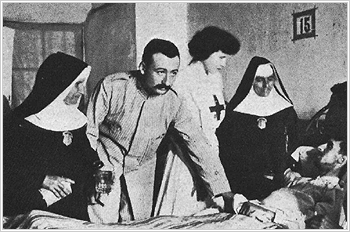
1909年の第2次メリリャ戦役中、スペインのメリリャにあるドッカー病院で負傷した男性を訪ねるフィデル・パヘス。ドッカー病院は、1926年にパジェスにちなんで改名された。

ルーマニアの外科医Nicolae Racoviceanu-Piteşti (1860–1942)は、くも膜下鎮痛にオピオイドを使用した最初の人物である。彼は1901年にパリでの経験を発表した。
1921年、スペイン軍の外科医フィデル・パヘス(1886 – 1923)が腰部硬膜外麻酔の現代的手技を開発した。これは1930年代にイタリアの外科教授アキッレ・マリオ・ドリオッティによって普及された(1897 – 1966)。ドリオッティは、ツーイ針を前進させながら硬膜外腔を特定するために注射器のプランジャーに圧力を一定に加えることを含む、「抵抗消失」法の発表で知られており、この技術は時にドリオッティの原理と呼ばれることもある。オイゲン・アブレル(1899 – 1975)はルーマニアの外科医および産科医であり、1931年に陣痛初期に腰神経叢をブロックし、続いて娩出期に仙骨硬膜外注射を行ったことを初めて報告した。
1941年10月から、ロバート・アンドリュー・ヒンソン(1913 – 1996)、ワルド・B・エドワーズ、およびジェームズ・L・サウスワースは、ニューヨークのスタテン島にあるステープルトンの海兵隊病院で働いていたが、持続仙骨麻酔の技術を開発した。ヒンソンとサウスワースは、スコットランドの商船員の静脈瘤を除去する手術で、この技術を最初に使用した。二人は、従来のように注射後に仙骨の針を抜くのではなく、局所麻酔薬を仙骨に持続的に注入する方法を試したのである。その後、ヒンソンは、海兵隊病院の主任産科医であるエドワーズと協力して、出産時の鎮痛のための持続仙骨麻酔の使用を研究した。ヒンソンとエドワーズは、麻酔薬を脳脊髄液に注入することなく、脊髄神経に安全に投与するための針の位置を決めるため、仙骨領域を研究した。
陣痛中の女性に持続仙骨麻酔が初めて使用されたのは、1942年1月6日、米国沿岸警備隊の船員の妻が緊急帝王切開のために海兵隊病院に運ばれたときであった。この女性はリウマチ性心疾患（小児期のリウマチ熱を発症した後の心不全）を患っていたため、医師は彼女が陣痛のストレスに耐えることはできないと考えていたが、心不全のために全身麻酔に耐えられないとも感じていた。持続仙骨麻酔の使用により、母児共に一命を取り留めた。
1947年1月13日、マヌエル・マルティネス・クルベロ(1906年6月5日 – 1962年5月1日)によって腰部硬膜外カテーテルの留置が最初に記載された。キューバの麻酔科医であるクルベロは、大きな卵巣嚢腫を持つ40歳の女性の左側部に16ゲージのツーイ針を刺入した。この針を通して、彼は弾性シルクで作られた3.5フレンチの尿管カテーテルを腰部硬膜外腔に留置した。その後、針を抜き、カテーテルをそのままにして、0.5%ペルカイン（シンコカイン、ジブカインとしても知られる）を繰り返し注射して麻酔をかけた。クルベロは、1947年9月9日、ニューヨーク市で開催されたIARSと国際麻酔学会の第22回合同会議で、彼の研究を発表した。